# Grachtengordel
El Grachtengordel (pronunciado /ˌɣrɑxtə(ŋ)ˈɣɔrdəl/ⓘ; tdl. ‘cinturón o anillo de canales’) es una zona de Ámsterdam (Países Bajos) situada en el distrito Centro. El Grachtengordel está constituido por la zona que rodea los cuatro canales principales de Ámsterdam: el Singel, el Herengracht, el Keizersgracht y el Prinsengracht. Empezando en el Brouwersgracht, estos canales son generalmente concéntricos, paralelos entre sí, y rodean la ciudad hacia el sureste hasta el río Ámstel. Los canales de Ámsterdam del siglo xvii, situados en el centro de la ciudad, fueron designados Patrimonio de la Humanidad por la Unesco en agosto de 2010.
Muchas de las casas en los canales del Grachtengordel datan del siglo xvii, el Siglo de Oro neerlandés. Sin embargo, algunos de estos edificios han sufrido restauraciones o reconstrucciones en siglos posteriores, lo que hace que esta zona muestre muchos estilos arquitectónicos y fachadas diferentes.

## Historia
Hasta finales del siglo xvi, la ciudad de Ámsterdam comprendía únicamente la zona rodeada por el Singel y el actual Kloveniersburgwal. Tras la «Alteración» de 1578, cuando el Gobierno católico de la ciudad fue sustituido por uno protestante, Ámsterdam creció de forma exponencial. Este crecimiento provocó la ampliación de la ciudad en cuatro fases entre 1585 y 1665. En 1613, durante la Tregua de los Doce Años, empezó la construcción del Herengracht, el Keizersgracht y el Prinsengracht.
Tras la Paz de Westfalia, Ámsterdam creó nuevos espacios urbanizables y se elaboraron nuevos planes para ampliar la ciudad. Desde aproximadamente 1660, los canales se prolongaron al otro lado del Amstel; estas prolongaciones se llaman Nieuwe Herengracht, Nieuwe Keizersgracht y Nieuwe Prinsengracht. Con esta ampliación, la ciudad completó su característica forma de media luna.

## Patrimonio de la Humanidad
En julio de 2006, el Ayuntamiento de Ámsterdam anunció sus intenciones de nominar el anillo de canales a la lista del Patrimonio de la Humanidad de la Unesco. Sin embargo, debido al cambio en los requisitos administrativos de las nominaciones, esta nominación se retrasó hasta diciembre de 2008. El 1 de agosto de 2010, en la 34.ª sesión del Comité del Patrimonio de la Humanidad, el Grachtengordel fue inscrito en la lista del Patrimonio de la Humanidad.
La zona de canales de Ámsterdam fue designada Patrimonio de la Humanidad de acuerdo con los criterios i, ii y iv, es decir, por «representar una obra maestra del genio creativo humano», por «testimoniar un importante intercambio de valores humanos, a lo largo de un periodo de tiempo o dentro de un área cultural del mundo, en el desarrollo de la arquitectura, la tecnología, las artes monumentales, el urbanismo o el diseño paisajístico» y por «ofrecer un ejemplo sobresaliente de un tipo de edificio o conjunto arquitectónico, tecnológico o paisajístico que ilustre una etapa significativa de la historia humana», respectivamente.
En 2013, Ámsterdam celebró el 400.º aniversario de su anillo de canales.

## Museos y atracciones turísticas
La zona es conocida por sus casas del siglo xvii y los pequeños puentes que cruzan sus canales. La casa de Ana Frank está situada en el Prinsengracht, dentro del Grachtengordel. En esta zona también se encuentran otros museos, como el Museo de los Canales, el Museo Van Loon, el Museo de Bolsos y Carteras, el Museo Willet-Holthuysen, el Museo Amstelkring, el Museo de la Biblia, el Museo de la Fotografía de Ámsterdam (FOAM), el Museo de la Pipa, el Huis Marseille y el Museo Geelvinck-Hinlopen.